# Российско-никарагуанские отношения
Росси́йско-никарагуа́нские отноше́ния — двусторонние отношения между Россией и Никарагуа. По данным на 2013 год объём взаимной торговли незначителен: экспорт из РФ — 37,6 млн долларов (зерно, удобрения, машины и оборудование), импорт из Никарагуа — 23,9 млн долларов (масла, фрукты, кофе, чай, мясо). Для сравнения, объём торговли РФ с другой страной региона — Коста-Рикой — составил в 2013 году 177,1 млн долларов.

## История
Дипломатические отношения между Никарагуа и СССР были установлены в 1944 году. В 1980 году был произведён обмен посольствами.
В период пребывания у власти в Никарагуа Сандинистского фронта национального освобождения (1979—1990 годы) Никарагуа была вторым по своему значению (после Кубы) стратегическим партнёром СССР в Латинской Америке и получала от него значительную экономическую и военную помощь и морально-политическую поддержку. В начале 1990-х годов, в связи с радикальными политическими изменениями в обеих странах, контакты между ними существенно сократились. В столице Никарагуа, городе Манагуа, были закрыты все российские учреждения, кроме посольства.
В ноябре 2008 года в Каракасе прошла встреча руководителей России и Никарагуа, а 17-19 декабря президент Никарагуа Даниэль Ортега совершил официальный визит в Москву. По итогам переговоров были подписаны Совместное заявление и восемь межведомственных документов, которые придали импульс развитию конструктивного диалога в целях всестороннего углубления дружественных отношений. В феврале 2010 года состоялся первый в истории официальный визит министра иностранных дел России в Никарагуа.
Никарагуа стало первым, после России, государством, которое признало независимость Абхазии и Южной Осетии.
27 марта 2014 года на голосовании Генеральной ассамблеи ООН по вопросу непризнания референдума в Крыму Никарагуа проголосовала против, таким образом признав референдум в Крыму и поддержав Россию.
12 июля 2014 года Владимир Путин посетил Никарагуа в рамках поездки по Латинской Америке, где встретился с президентом республики Даниэлем Ортего. В ходе визита обсуждались поставки сельскохозяйственной техники из России и обеспечение Никарагуа соответствующей ремонтной базой. Затрагивалась также темы поставок пшеницы из России для удовлетворения первоочередных нужд, тема размещения наземных станций ГЛОНАСС на территории Никарагуа, а также взаимодействие в ряде других областей, в частности фармакологии. Шла речь и о сотрудничестве по линии правоохранительных органов. Россия поставляет в Никарагуа пшеницу, а также автобусы производства «Группы ГАЗ» и легковые машины Lada Kalina, используемые как такси. Обсуждалась постройка Никарагуанского канала, связывающего Атлантический океан с Тихим. Им будут заниматься 3 страны: Никарагуа, Россия и Китай.
12 февраля 2015 года министр обороны России Сергей Шойгу прибыл с официальным визитом в Никарагуа, где планируется подписание ряда двусторонних документов.
В июне 2016 года Washington Free Beacon сообщил, что Россия строит в Никарагуа базу разведки, замаскированную под базу ГЛОНАСС. Это часть сделки двух стран, в рамках которой Никарагуа также получает 50 российских танков Т-72. Кроме того, WFB утверждает, что в мае парламент Никарагуа разрешил работать внутри страны иностранным военным советникам (мера предназначена для россиян, которые будут обучать никарагуанцев пользоваться танками, но она также якобы может позволить российской разведке попасть в страну).

## Гуманитарное сотрудничество
Никарагуа в 2014 году заняло первое место по объему благотворительной помощи товарами, получаемой из России. В 2014 году Никарагуа получила из России в качестве благотворительной помощи товаров на 15,1 млн долларов (в том числе на 6,5 млн долларов гуманитарной и на 8,6 млн долларов технической). При этом всего в 2014 году Россия оказала другим странам (не считая Казахстан и Белоруссию) благотворительной помощи на 31,5 млн долларов.

## Военное сотрудничество
Власти Никарагуа разрешают находиться в стране иностранным солдатам и технике «для обмена опытом и борьбы с наркотрафиком», российско-никарагуанское сотрудничество предусматривает также увеличение военного взаимодействия (российские военные могут прибыть в Никарагуа «для обмена опытом в сфере военно-технического сотрудничества, проведения совместных учений и мероприятий в борьбе с наркотрафиком и оргпреступностью») .